# Panamá en los Juegos Olímpicos de Montreal 1976
Panamá estuvo representado en los Juegos Olímpicos de Montreal 1976 por ocho deportistas, siete hombres y una mujer, que compitieron en cinco deportes.
El equipo olímpico panameño no obtuvo ninguna medalla en estos Juegos.